# ریتشنهاوزن
ریتشنهاوزن (به آلمانی: Ritschenhausen) یک شهر در آلمان است که در اشمالکالدن-ماینینگن واقع شده‌است. ریتشنهاوزن ۳۶۰ نفر جمعیت دارد.